# Airapus novaebritanniae
Airapus novaebritanniae är en skalbaggsart som beskrevs av Vladimir Balthasar 1961. Airapus novaebritanniae ingår i släktet Airapus och familjen Aphodiidae. Inga underarter finns listade i Catalogue of Life.